# Maxit
Maxit è un videogioco rompicapo del 1978 per Commodore PET, originariamente pubblicato per ordine postale direttamente dall'autore Harry Saal di Palo Alto. Consiste nella cancellazione strategica di caselle numerate per accumulare più punti dell'avversario; un giocatore è vincolato a rimanere sulla riga corrente e l'altro sulla colonna corrente.
È una versione elettronica non ufficiale di Mattix, gioco da tavolo di origini israeliane del 1968.
Maxit ha dato inizio a una serie di innumerevoli cloni e varianti.

## Modalità di gioco
Due contendenti, controllabili da due giocatori umani o da un giocatore contro il computer, si sfidano con l'obiettivo di accumulare il maggior numero di punti. L'arena di gioco è un tabellone di 8x8 caselle numerate disposte casualmente, ciascuna con un valore in punteggio che può essere positivo, nullo o negativo, da -9 a 15. Una casella contrassegnata da due asterischi, inizialmente disposta casualmente, indica la posizione attuale.
Con la tastiera si controlla a turno un cursore che si sposta tra le caselle, partendo da quella con gli asterischi. Al proprio turno ogni contendente può spostare il cursore su una casella per selezionarla, eliminandola e vincendo il suo valore di punteggio, o perdendolo se negativo. Il primo giocatore però può spostare il cursore solo in orizzontale, e l'altro solo in verticale. Quindi, dopo che si ha eliminato una casella, l'avversario dovrà sceglierne un'altra sulla stessa riga o sulla stessa colonna (a seconda se è il primo o secondo giocatore). La partita termina quando il giocatore di turno non può più fare mosse perché la riga o colonna è vuota.

## Sviluppo
Secondo la sua testimonianza di oltre 40 anni dopo, l'autore Harry J. Saal venne a conoscenza del gioco da tavolo Mattix della Orda (editrice israeliana) intorno al 1974. Nel 1977 si era procurato il primo modello di Commodore PET 4k appena uscito e stava sviluppando videogiochi a due giocatori per un futuro sistema di gioco online, GameNet, mai realizzato. Programmò in Commodore BASIC una fedele versione elettronica del gioco da tavolo, intitolandola Maxit (il nome fa riferimento alla massimizzazione del punteggio, maximize it). In appena 4 kB di memoria Saal riuscì a realizzare un avversario computerizzato relativamente abile, che calcola la mossa facendo previsioni di 2 o 3 semiturni. La prima versione del programma includeva anche istruzioni mostrate a video.
Maxit fu presentato a un incontro del club PET User Group (PUG) dell'Università della California l'8 febbraio 1978 a Berkeley. Qui si dimostravano e copiavano nuovi programmi e Maxit risultò particolarmente interessante.
Saal era un membro attivo del PUG e fornì al club una cassetta del gioco in versione 3.0. 
Saal vendette anche cassette in USA, Germania e Regno Unito tramite newsletter e distributori. Probabilmente ne furono vendute meno di 50, ma molte più copie vennero diffuse informalmente.
La versione PET ufficiale di Maxit oggi più conosciuta è probabilmente quella pubblicata in raccolta sulla collana di software Cursor ad aprile 1981, chiamata anche Maxit! sulla carta.
Una conversione di Maxit per Commodore 64 funzionante con il joystick, accreditata a Saal, venne pubblicata almeno dal 1984, come codice sorgente sul libro Commodore 64 Fun and Games.
Molte altre conversioni non ufficiali e varianti sono apparse negli anni per svariati sistemi.
Saal sostiene di non essere stato coinvolto in queste produzioni.

## Accoglienza
Già alla sua prima presentazione al PET User Group locale Maxit si fece notare, in particolare per la buona abilità di gioco dell'avversario computerizzato.
Alcuni periodici statunitensi lo recensirono positivamente quando era in commercio per 4,95$. PET Gazette lo trovò eccellente e strategicamente interessante soprattutto verso il finale di partita. Micro lo ritenne impegnativo e coinvolgente, stimolante a rigiocarlo ancora, adatto a tutte le età. Per l'epoca trovò eccellente perfino la grafica, nonostante si tratti di una semplice tabella in PETSCII.
Negli Stati Uniti fu occasionalmente riportato anche l'uso educativo di Maxit per la matematica, nel campo dell'educazione scolastica dei bambini.

## Eredità
Nel corso degli anni sono stati sviluppati in modo indipendente numerosi adattamenti non ufficiali e imitazioni del gioco, per svariate piattaforme, spesso mantenendo esplicitamente il nome Maxit.
Come prodotti commerciali si ricorda la serie tedesca iniziata con Blue Angel 69 (1989) e continuata nei primi anni '90, che aggiunge al gioco un tema erotico.
Di solito le imitazioni, se citano la propria ispirazione, citano il videogioco Maxit e non fanno riferimenti alla sua origine come gioco da tavolo Mattix, che apparentemente viene ignorata.
Perfino gli altri giochi da tavolo con meccaniche simili vengono descritti da BoardGameGeek come somiglianti al videogioco Maxit, piuttosto che al Mattix originale.